# Britannic (filme)
Britannic (em português, Força de Elite) é um filme estadunidense de 2000, dos gêneros drama, guerra, romance, ação, aventura e suspense, dirigido por Brian Trenchard-Smith.
É uma história fictícia baseada no naufrágio real do HMHS Britannic em novembro de 1916. Apresenta um agente alemão a sabotar o transatlântico, que servia como navio-hospital para o exército britânico. O filme é estrelado por Edward Atterton e Amanda Ryan, com Jacqueline Bisset, Ben Daniels, John Rhys-Davies e Bruce Payne como co-estrelas.

## Enredo
Em Southampton, no ano de 1916, o HMHS Britannic, navio irmão do RMS Titanic, foi reformado como navio-hospital para transportar soldados feridos na Campanha de Galípoli. Entre as enfermeiras que devem servir a bordo está Lady Lewis (Jacqueline Bisset). Viajando com ela está Vera Campbell (Amanda Ryan), uma agente da Inteligência Britânica posando como governanta de Lady Lewis. Campbell fica nervosa com a viagem, tendo sobrevivido ao naufrágio do Titanic quatro anos antes, perdendo também o marido. Ela relata sua missão ao capitão Bartlett (John Rhys-Davies), que tem dúvidas de que uma mulher possa fazer tal trabalho.
Um espião alemão embarcou no Britannic disfarçado como o capelão do navio, Reynolds (Edward Atterton), e logo descobre que o Britannic está carregando secretamente uma grande quantidade de armas pequenas e munições com destino ao Cairo. Sob os artigos de guerra, Reynolds considera suas ações contra o Britannic legais e inicia uma série de tentativas de sabotagem para assumir a embarcação ou afundá-la, inclusive incitando os rebeldes irlandeses, todos membros da Irmandade Republicana Irlandesa, a um motim.
Cada tentativa de sabotagem é impedida por Vera Campbell - com a eventual cooperação da tripulação do navio. Sem saber que Campbell é a responsável, Reynolds se vê atraído por ela enquanto a viagem prosseguia. Enquanto os dois passam tempo juntos, eles se apaixonam e Campbell faz sexo com Reynolds antes de descobrir sua verdadeira identidade.
Reynolds faz um buraco na proa ao lado da porta do navio. O Britannic, gravemente danificado, tenta navegar para a ilha de Kea a 11 quilômetros de distância, mas a operação de atracação faz com que o navio-hospital afunde ainda mais rápido. Campbell descobre que William, um dos filhos de Lady Lewis, desapareceu. Reynolds a ajuda e eles conseguem levar o menino a um bote salva-vidas antes que o mesmo seja abaixado. Outra explosão maciça faz com que Reynolds fique preso em uma sala inundada. Campbell ajuda Reynolds a escapar e os dois fazem o seu caminho através do navio, nadando em salas inundadas, grades e corredores, acabando por sair nadando através de uma escotilha e subindo a bordo de um bote salva-vidas vazio que já estava na água, mas com as cordas presas ao navio.
Campbell e Reynolds notam um bote salva-vidas cheio de pessoas sendo puxadas para dentro das hélices ainda em movimento. Eles observam com horror o bote salva-vidas e seus ocupantes serem despedaçados pelas lâminas da hélice. Reynolds amarra Campbell a uma linha que lhes foi atirada de um bote salva-vidas próximo. Reynolds a joga no mar depois de beijá-la. Logo depois, as cordas do bote salva-vidas se rompem e ele também começa a ser sugado pelas hélices. Reynods decide cometer suicídio, permanecendo a bordo do bote salva-vidas enquanto é esmagado pelas pás da hélice. Alguns momentos depois, o navio se vira, fazendo com que as chaminés caiam no mar enquanto o Britannic afunda sob as ondas. Um navio de guerra, HMS Victoria, chega para resgatar os sobreviventes. Refletindo sobre sua experiência, Vera cita o poema "Rola, Oceano..." de A Peregrinação de Childe Harold por Lord Byron.

## Elenco
- Edward Atterton como o capelão Reynolds
- Amanda Ryan como Vera Campbell
- Jacqueline Bisset como sra. Lewis
- Ben Daniels como Townsend
- John Rhys-Davies como o capitão Charles Alfred Bartlett
- Bruce Payne como o dr. Baker
- Alex Ferns como Stoker Evans
- Eleanor Oakley como Sarah Lewis
- Archie Davies como William Lewis
- Ed Stobart como Mayfield
- Adam Bareham como o radiotelegrafista do Britannic
- David Lumsden como o radiotelegrafista alemão
- Wolf Kahler como o capitão Kruger
- Philip Rham como Jurgens
- Daniel Coonan como Seamus
- Daniel Tatatrsky como Martin
- Martin Savage como Sweeney
- Francis Magee como Reilly
- Niven Boyd como o capitão Helm